# Euphorbia neomontana
Euphorbia neomontana är en törelväxtart som beskrevs av Peter Vincent Bruyns. Euphorbia neomontana ingår i släktet törlar, och familjen törelväxter. Inga underarter finns listade i Catalogue of Life.